# كلينتون إم. هيدريك
كلينتون إم. هيدريك (بالإنجليزية: Clinton M. Hedrick) هو عسكري أمريكي، ولد في 1 مايو 1918 في Cherry Grove, West Virginia ‏ في الولايات المتحدة، وتوفي في 28 مارس 1945 في Lembeck ‏ في ألمانيا.